# NGC 1542
NGC 1542 è una galassia a spirale situata nella costellazione del Toro, a una distanza di circa 174 milioni di anni luce dalla nostra Via Lattea.

## Scoperta
La galassia è stata scoperta il 18 novembre 1863 dall'astronomo tedesco Albert Marth.

## Descrizione
NGC 1542 ha una classe di luminosità I-II e presenta una larga riga a 21 cm dell'idrogeno neutro.
È inoltre considerata una galassia di campo, cioè una galassia che non appartiene ad alcun ammasso o gruppo di galassie ed è quindi gravitazionalmente isolata.

## Gruppo di NGC 1550
NGC 1542 fa parte del Gruppo di NGC 1550. Oltre a NGC 1542 e NGC 1550, il gruppo comprende almeno altre sei galassie: UGC 2994, UGC 2998, UGC 3002, UGC 3004, UGC 3010 e PGC 14744.